# 罕东卫

明朝关西八卫

罕东卫，中国明代在嘉峪关以西所置羈縻卫，关西八卫（因沙州卫与罕东左卫相继设于同一地区，故又称关西七卫）之一。朝廷冊封當地酋長為名義上的官員（类似于土司），管理当地各部族，其首領大多為蒙古族世襲領袖。
明洪武八年（1375年）置罕东百户所，三十年（1397年）升为罕东卫，授其首领锁南吉剌思为指挥佥事。永乐元年（1403年），偕兄答力袭进京朝觐，晋指挥使。治所在今甘肃省敦煌市（一说在今酒泉市西南；或说在今青海省西宁市西北）。
洪熙年间，部人奄章率部分部众北迁至沙州境，宣德七年（1432年）封奄章子班麻思结为罕东卫指挥使，遂分为青海、沙州南北两支。正德年间，被亦不剌等率青海蒙古侵扰，南支部众散亡。正德九年（1514年），被吐鲁番汗国入侵，请求内迁。嘉靖年间，总督王琼抚辑诸部，移罕东都指挥枝丹部落于甘州（今甘肃省张掖市），卫废。北支于成化十五年（1479年）改置为罕东左卫，后为吐鲁番所迫，亦于嘉靖时内迁至甘、肃两州驻牧。